# Форначе Латерици (Падова)
Форначе Латерици је насеље у Италији у округу Падова, региону Венето.
Према процени из 2011. у насељу је живело 235 становника. Насеље се налази на надморској висини од 11 м.